# Anna Lindman
Anna Charlotta Lindman, under en tid Lindman Barsk, född 12 april 1972 i Uppsala, är en svensk journalist och programledare. Sedan 2001 arbetar hon på SVT med specialisering på religions- och livsfrågor av olika slag. 

## Biografi
Lindman är uppvuxen i Uppsala, Märsta och Nyköping. Hon har akademiska studier i socialantropologi, u-landskunskap, religionsvetenskap samt idé- och lärdomshistoria. Dessutom har hon en tvåårig journalistutbildning från Kaggeholms folkhögskola. Hon började på SVT 2001 som nyhetsreporter och nyhetsuppläsare på Nordnytt.  År 2003 var hon programledare för Glädjefest i moskén i SVT2, och 2004 var hon samtalsledare för Demokrativeckan i Sundsvall tillsammans med Per Melander i SVT 24. Därutöver har hon skrivit för TT Spektra under 2000 och 2001.
Lindman blev känd som programledare för serien Existens 2003–2008, fram till 2006 tillsammans med Per Melander. Tillsammans med bland andra honom var hon tidigare reporter för SVT-programmet Himmel & jord.  Hon var producent för intervjuserien Mötet 2007 och serien Halal-TV 2008, båda i SVT. Dessutom har hon medverkat i tidningen Aktum vid Umeå universitet. Hösten 2008 inledde hon flera omgångar som programledare för samtalsprogrammet Annas Eviga i SVT2 till och med 2010 och våren 2011–2012 en ny serie med rundresa bland Sveriges olika slags trossamfund, Från Sverige till himlen, i SVT2. Hösten 2013 sändes SVT-serien Döden, döden, döden om olika frågeställningar kring döden. Lindman har även varit reporter på Uppdrag granskning och programledare för SVT-serien Meningen med livet.

### Knutby
År 2020 gjorde hon dokumentärserien Knutby för Uppdrag granskning och 2021 gav hon ut ut boken Sekten som bygger på ett stort intervjumaterial med pastorer, medlemmar och barn anknutna till Filadelfiaförsamlingen i Knutby. Lindman hade under sjutton års tid mer eller mindre aktivt följt händelserna i Knutby och gjort reportage med nyckelpersoner i församlingen. I boken vill hon nyansera den gängse bilden av att människor i sekter är osäkra och auktoritetssökande.

### Familj
Anna Lindman var 2005–2013 gift med TV-producenten Mattias Barsk.